# Scherer Lajos
Scherer Lajos (írói álneve: Andorka Lajos) (Óverbász, 1874. szeptember 16. – Szeged, 1957. február 16.) lapszerkesztő, tankönyvíró, költő, helytörténész.

## Életpályája
1884-ban Hevesen megtanult magyarul. Középiskolai tanulmányait Verbászon és Pozsonyban végezte el. 1894–1898 között a Kolozsvári Magyar Királyi Ferenc József Tudományegyetem magyar-német szakos hallgatója volt. 1898-ban jelent meg Ifjúkorom című verskötete. 1900–1945 között Losoncon a református reálgimnázium tanára volt. 1921-ben A Mi Lapunk címmel ifjúsági folyóiratot indított, amely az 1920-as évek végén a Sarló mozgalom szócsöve lett. 1929-ben elveszítette tanári állását. 1932-ben lapját is be kellett szüntetnie. 1945-ben a lakosságcsere következtében Magyarországra került; Nagymaroson, Bihartordán és Kiszomboron élt. 1954-ben nyugdíjba vonult.

### Munkássága
Fő szervezője volt a csehszlovákiai magyar cserkészetnek. A Mi Lapunk című cserkész- és diáklapja a sarlósok fontos fóruma volt. A Sarló mozgalom hasábjain a csehszlovákiai haladó írók és szociográfusok művein kívül megjelentek a magyar, erdélyi és vajdasági szerzők írásai is. Baloldali írásai miatt a nemzeti-keresztény szellemű cserkésztisztek, és az állami hatóságok élesen támadták. Több tankönyv és művelődéstörténeti írás szerzője. Tanulmányait, cikkeit a Prágai Magyar Hírlapban, a Magyar Tanítóban és a losonci lapokban közölte. Tagja volt a nagymarosi TSZ-nek. Utolsó éveiben műfordítással foglalkozott.

## Családja
Szülei Scherer András és Kratz Erzsébet voltak.
Sírja a szegedi evangélikus temetőben található (IV-3-19).

## Művei
- Ifjúkorom (költemények, Újverbász, 1896)
- Fáy András nevelési elmélete és ennek történeti méltatása (Kolozsvár, 1896)
- Az iskola egészségügyi reformja (műfordítás, Budapest, 1900)
- Iskolai kirándulások (1914)
- A próbaidős cserkész kiképzése (Berlin, 1924)
- Cserkészek könyve – II. osztályú próba (Berlin, 1925)
- Költészettan olvasmányokkal (1926)
- A 350 éves losonci gimnázium vázlatos története (Losonc, 1940)
- Losonc – az egykori magyar város – rövid története (Losonc, 1943; 2. kiadás, Szeged, 1996)